# Brian Baker (tenista)
Brian Baker (n. Nashville, Tennessee) es un tenista profesional estadounidense.
Fue una de las grandes promesas del tenis estadounidense sin embargo las lesiones no lo dejaron realizar una carrera normal. Jugó solo entre 2002 y 2005, debido a varias operaciones. Reapareció en 2011, y en 2012 pasó del puesto 456 al principio de año al 52 a finales del mismo, sin embargo nuevas lesiones lo tuvieron con escasa actividad durante el 2013 y finalmente en 2014 decide retirarse del tenis. Disputó solo 48 partidos como profesional. En 2016 reapareció en el circuito profesional al participar en el Abierto de Australia 2016 perdiendo en primera ronda ante Simone Bolelli.
Su victoria más importante, se produjo el 29 de agosto de 2005, sobre el noveno cabeza de serie, Gastón Gaudio en el US Open, en su primera aparición en un Grand Slam.
Brian Baker llegó a la final júnior de Roland Garros. Baker, se presentó en aquella final que perdería contra Stanislas Wawrinka, tras haber derrotado a Marcos Baghdatis en cuartos de final y a Jo-Wilfried Tsonga en semifinales. Su mejor participación en un Grand Slam Senior, fue llegar a los octavos de final del Campeonato de Wimbledon 2012.

## Lesiones
Brian Baker era una joven promesa norteamericana, pero le esperaba lo más complicado del tenis: las lesiones. En 2005, con 20 años, Baker tuvo que operarse de la cadera izquierda después de jugar en el US Open. Más tarde, en 2006 tuvo que superar una hernia. En 2006 tuvo que volver al quirófano para operarse primero de la cadera izquierda, de nuevo, y más tarde de la derecha, para acabar en 2008 con una operación en su codo.

## Carrera profesional

### Primeros años
Brian Baker, jugó solo por un corto período de tiempo, desde 2002 hasta 2005 y en otoño de 2007. Ganó dos eventos Challenger en ese tiempo y en noviembre de 2004, llegó al Nº172 del mundo. Él fue entrenado por Ricardo Acuña.

### 2011:Vuelta a las canchas
Con su cuerpo completamente roto por sus lesiones, y luego remendado, en 2011 volvió a las pistas sin ranking y sin puntos ATP. El estadounidense entró en el Future de Pittsburgh en julio de 2011 y ganó el torneo sin perder un solo set. En septiembre, entró en el Future F7 de Canadá, y llegó a las semifinales perdiendo ante Jesse Levine.

### 2012:Salto de calidad
En 2012, dio un salto de calidad. En enero, ganó el Future F3 en Estados Unidos ante Jason Kubler. Luego, ganó el Future F8 de Estados Unidos, y participó en Sarasota donde consiguió llegar a octavos de final. En el cruce de octavos cayó ante Sam Querrey en el tercer set. Después jugó el Challenger de Savannah. Allí superó la clasificación y en el cuadro principal, venció a jugadores como Michael Russell en primera ronda, Robby Ginepri en tercera ronda y Augustin Gensse en la final. En el torneo, solo cedió un set ante Russell, y consiguió ganarse meritoriamente su clasificación para el cuadro principal de Roland Garros.
Antes de disputar el Abierto de Francia, se clasificó para disputar su primer torneo ATP World Tour sobre arcilla y su primer campeonato ATP World Tour desde el US Open 2005, en Niza. En primera ronda, Brian derrotó a Sergiy Stakhovsky por 6-7(2), 6-4, 7-5. En segunda ronda, derrotó al N°13 del mundo, Gael Monfils por 6-3, 7-6(9). En cuartos de final, venció a Mijaíl Kukushkin por 4-6, 6-3, 7-6(4). En semifinales, eliminó a Nikolai Davydenko por 6-7(5), 6-2, 6-4, pasando a su primera final ATP. En la final, perdió ante Nicolás Almagro por 6-3, 6-2.

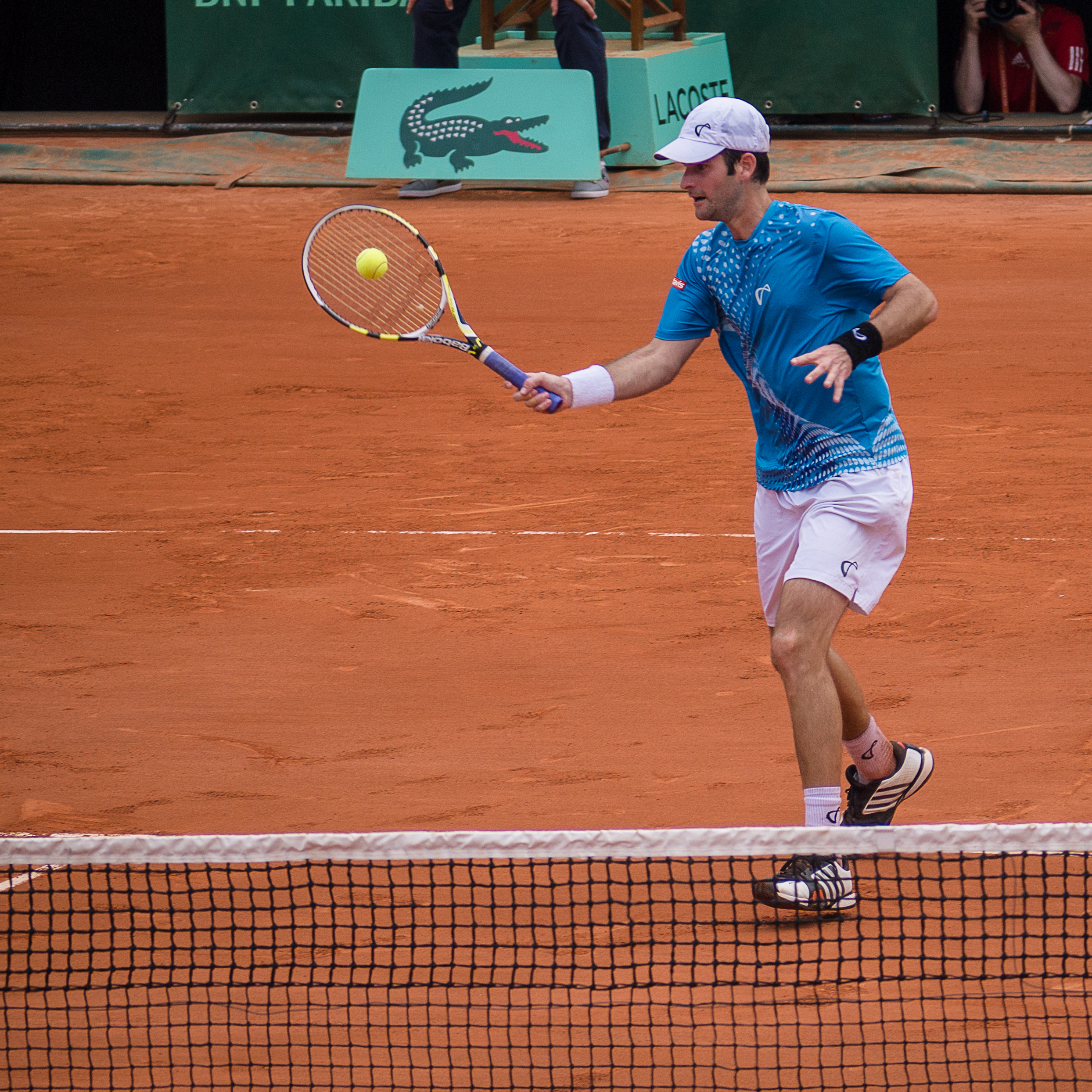
Baker en el Torneo de Roland Garros, donde llegó a la segunda ronda.

Con clasificaciones incluidas, hasta la final de Niza llevaba 15 partidos ganados consecutivamente y una racha de 19-1, desde el torneo de Sarasota.
Durante el Torneo de Niza, dejó declaraciones como:

"Algunos chicos con los que jugué en júniors nunca llegaron a profesionales, pero con las lesiones que yo he tenido, nunca he tenido la oportunidad de demostrarme a mí mismo si he tenido opciones o no de llegar a serlo. He perdido varios años de mi carrera por las lesiones, pero no miraré atrás."

"El tenis me había sido quitado y yo internamente sabría que tendría otra chance. Por un lado, las esperanzas sufren golpes, pero siempre tenía el deseo de volver. El cuerpo se sintió mejor y acá estoy."

"Por suerte, estoy haciendo más dinero en este torneo del que gasto, pero cuando era más joven pude firmar buenos contratos, así que no debo preocuparme de si puedo ir a ciertos torneos, hacer esto o aquello. Tengo dinero para pagarlo, pero no tengo agente desde que regresé, no cerré contratos, recibo indumentaria y raquetas de regalo."

En el Torneo de Roland Garros, derrotó en primera ronda a Xavier Malisse por 6-3, 7-6(1), 7-6(5). En segunda ronda, enfrentó a Gilles Simon, N°12 del mundo, y perdió por 4-6, 1-6, 7-6(4), 6-1, 0-6. A pesar de la derrota, la aparición de Baker en el torneo se describió como "uno de los regresos más notables de los tiempos modernos".
Comenzó su temporada de césped, disputando la clasificación del Torneo de Queen's. Perdió en la segunda ronda de la fase de clasificación ante Yevgueni Koroliov por 4-6, 6-7(5). Luego, disputó la clasificación de Wimbledon, como el 11.º preclasificado. En la ronda final de la fase de clasificación, derrotó a Maxime Teixeira por 5-7, 6-2, 6-1, 6-2, logrando así clasificar a su primer Wimbledon. "Se siente muy bien y es muy emocionante", dijo Baker tras clasificar al cuadro principal. En la primera ronda del cuadro principal, venció a Rui Machado por 7-6(2), 6-4, 6-0. En segunda ronda, eliminó a Jarkko Nieminen por 6-0, 6-2, 6-4. En tercera ronda, derrotó a Benoît Paire por 6-4, 4-6, 6-1, 6-3. En octavos de final, perdió ante el preclasificado N°27, Philipp Kohlschreiber por 6-1, 7-6(4), 6-3 en una hora y 55 minutos.
Luego, el estadounidense jugó en suelo natal por primera vez desde su resurgimiento europeo, tras un wild card, en el Torneo de Atlanta, comenzando así el US Open Series. En su debut, perdió ante el ruso Igor Kunitsyn por 6-4, 6-7(3), 6-3. También se le otorgó un wild card al Torneo de Los Ángeles, partiendo como octavo preclasificado. En primera ronda, quedó eliminado ante Rajeev Ram por 6-7(3), 5-7. También disputó el ATP 500 de Washington, gracias a una invitación. En su debut, cayó derrotado por Florent Serra por 6-4, 3-6, 4-6. Luego, disputó el Challenger de Aptos como máximo preclasificado por una nueva invitación. Debutó con una nueva derrota en primera ronda sobre Maxime Authom por 7-5, 4-6, 2-6. Luego, disputó su primer torneo Masters 1000 desde 2004, en Cincinnati por un wild card. En primera ronda, Baker ganó su primer partido del circuito en canchas duras desde la primera ronda del US Open 2005, al derrotar al preclasificado N°15, Philipp Kohlschreiber por un doble 7-6. En segunda ronda, cayó derrotado por Bernard Tomic con un marcador de 4-6, 3-6.
Siete años después de jugar por última vez en el US Open, cuando venció a Gaston Gaudio para llegar a segunda ronda, el estadounidense volvió con un triunfo sobre Jan Hájek por 6-3, 6-4, 6-2. En segunda ronda, Baker quedó eliminado por el preclasificado número 8, Janko Tipsarević por parciales de 4-6, 3-6, 4-6. En la competición de dobles, junto con Rajeev Ram, también llegaron a la segunda ronda del certamen, al vencer a Martin Emmrich y Igor Sijsling por 2-6, 6-1, 7-6(3), y perder ante los preclasificados 14, Colin Fleming y Ross Hutchins por 5-7, 3-6.

## Títulos ATP (2; 0+2)

### Individuales (0)
| Leyenda                   |
| Grand Slam (0)            |
| ATP World Tour Finals (0) |
| ATP Masters 1000 (0)      |
| ATP World Tour 500 (0)    |
| ATP World Tour 250 (0)    |

#### Finalista (1)
| N.º | Fecha              | Torneo | Superficie    | Oponente en la final | Resultado |
| --- | ------------------ | ------ | ------------- | -------------------- | --------- |
| 1.  | 26 de mayo de 2012 | Niza   | Tierra batida | Nicolás Almagro      | 3-6, 2-6  |

### Dobles (2)
| Leyenda                   |
| Grand Slam (0)            |
| ATP World Tour Finals (0) |
| ATP Masters 1000 (0)      |
| ATP World Tour 500 (0)    |
| ATP World Tour 250 (2)    |

| Nº | Fecha                 | Torneo   | Superficie    | Pareja        | Oponentes en la final             | Resultado   |
| 1. | 19 de febrero de 2017 | Memphis  | Dura (i)      | Nikola Mektić | Ryan Harrison Steve Johnson       | 6-3, 6-4    |
| 2. | 30 de abril de 2017   | Budapest | Tierra batida | Nikola Mektić | Juan Sebastián Cabal Robert Farah | 7-6(2), 6-4 |

## Clasificación en torneos del Grand Slam
| Abierto de Australia | -   | -   | -   | -   | -    | -    | -   | -   | -   | -  | 0-0 |
| Roland Garros        | -   | -   | -   | -   | -    | -    | -   | -   | -   | 2r | 1-1 |
| Wimbledon            | -   | -   | -   | -   | -    | -    | -   | -   | -   | 4r | 3-1 |
| US Open              | 1r  | 1r  | 2r  | -   | -    | -    | -   | -   | -   | 2r | 2-4 |
| Estadísticas         |     |     |     |     |      |      |     |     |     |    |     |
| Finalista            | 0   | 0   | 0   | 0   | 0    | 0    | 0   | 0   | 0   | 1  | 1   |
| Títulos              | 0   | 0   | 0   | 0   | 0    | 0    | 0   | 0   | 0   | 0  | 0   |
| Ranking              | 422 | 177 | 206 | N/A | 1062 | 1067 | N/A | N/A | 456 |    | -   |

## Challengers

### Títulos (2)
| N.º | Fecha               | Torneo            | Superficie    | Oponente en la final | Resultado   |
| --- | ------------------- | ----------------- | ------------- | -------------------- | ----------- |
| 1.  | 2 de agosto de 2004 | Denver, Colorado  | Dura          | KJ Hippensteel       | 7-6(5), 6–4 |
| 2.  | 23 de abril de 2012 | Savannah, Georgia | Tierra batida | Augustin Gensse      | 6–4, 6–3    |

### Finalista (2)
| N.º | Fecha                  | Torneo                   | Superficie    | Oponente en la final | Resultado |
| --- | ---------------------- | ------------------------ | ------------- | -------------------- | --------- |
| 1.  | 5 de febrero de 2005   | Tunica Resorts, Misisipi | Tierra batida | James Blake          | 2-6, 3-6  |
| 2.  | 7 de noviembre de 2011 | Knoxville, Tennessee     | Dura          | Jesse Levine         | 2-6, 3-6  |

## Futures

### Títulos (4)
| N.º | Fecha               | Torneo                  | Superficie    | Oponente en la final | Resultado |
| --- | ------------------- | ----------------------- | ------------- | -------------------- | --------- |
| 1.  | 12 de enero de 2004 | USA F1 (Tampa, Florida) | Dura          | Todd Widom           | 6–3, 6-4  |
| 2.  | 4 de julio de 2011  | USA F17 (Pennsylvania)  | Dura          | Bjorn Fratangelo     | 7–5, 6–3  |
| 3.  | 23 de enero de 2012 | USA F3 (Florida)        | Tierra batida | Jason Kubler         | 7-5, 6–3  |
| 4.  | 19 de marzo de 2012 | USA F8                  | Dura          | Greg Ouellette       | 6-1, 6-2  |

### Finalista (2)
| N.º | Fecha              | Torneo                         | Superficie | Oponente en la final | Resultado        |
| --- | ------------------ | ------------------------------ | ---------- | -------------------- | ---------------- |
| 1.  | 7 de abril de 2003 | USA F8 (Little Rock, Arkansas) | Dura       | Ignacio Hirigoyen    | 6-3, 5-7, 3–6    |
| 2.  | 17 de mayo de 2004 | USA F12 (Tampa, Florida)       | Dura       | KJ Hippensteel       | 6-1, 6-7(5), 2-6 |